# Letov Š-331

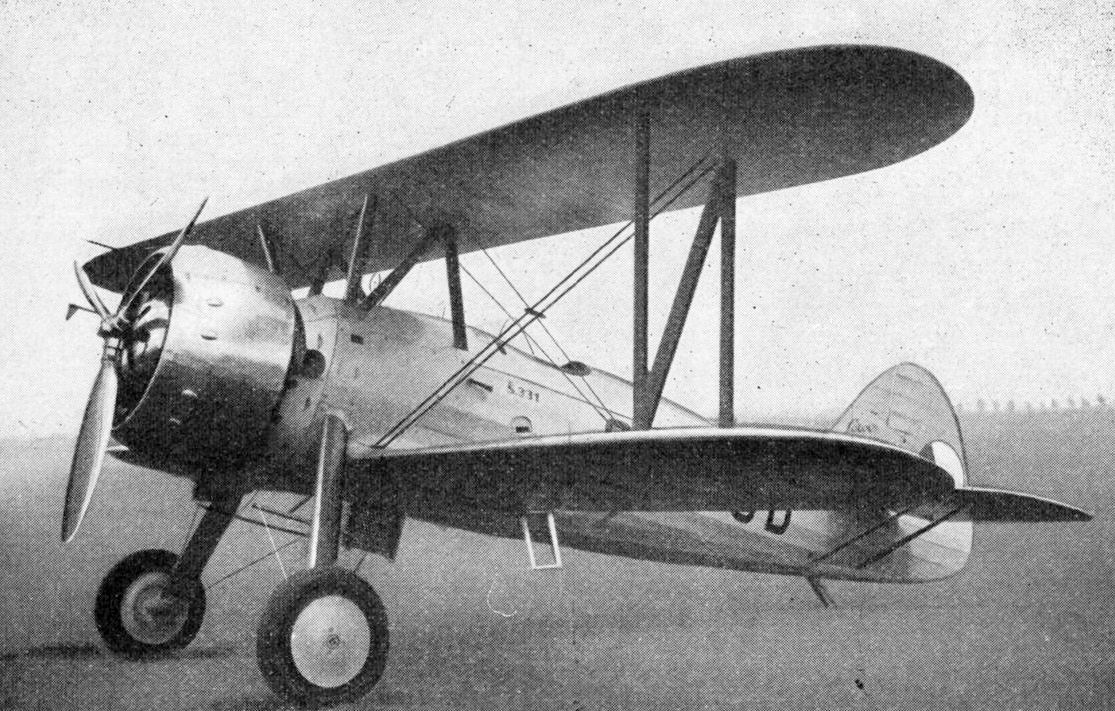
Letov Š-331

De Letov Š-331 is een Tsjechoslowaaks eenzits dubbeldekker jachtvliegtuig gebouwd door Letov. De Š-331 is ontworpen door ingenieur Alois Šmolík en een ontwikkeling uit de Š-31-serie. De Š-331 vloog voor het eerst in het jaar 1935. De Š-331 was een prototype uitgerust met een in vergelijking tot voorgaande types een nog sterkere motor. Er is slechts één toestel van gebouwd, deze is geleverd aan de Spaanse Republikeinen tijdens de Spaanse Burgeroorlog.

## Specificaties
- Bemanning: 1, de piloot
- Lengte: 7,90 m
- Spanwijdte: 10,06 m
- Hoogte: 3,00 m
- Vleugeloppervlak: 21,50 m2
- Leeggewicht: 1 450 kg
- Startgewicht: 1 950 kg
- Motor: 1× Walter K-14 II, 662 kW (900 pk)
- Maximumsnelheid: 405 km/h
- Kruissnelheid: 385 km/h
- Vliegbereik: 410 km
- Plafond: 11 200 m

## Gebruikers
- Spaanse Republikeinen